# Two for Tonight
Pour plus de détails, voir Fiche technique et Distribution.
Two for Tonight est un film américain réalisé par Frank Tuttle, sorti en 1935.

## Fiche technique
- Titre : Two for Tonight
- Réalisation : Frank Tuttle
- Scénario : George Marion Jr., Jane Storm (en) et Harry Ruskin (en) d'après la pièce de J.O. Lief et Max Lief
- Photographie : Karl Struss
- Société de production : Paramount Pictures
- Pays de production : États-Unis
- Format : Noir et blanc - 1,37:1
- Genre : comédie musicale
- Durée : 61 minutes
- Date de sortie : 1935

## Distribution
- Bing Crosby : Gilbert Gordon
- Joan Bennett : Bobbie Lockwood
- Lynne Overman : Harry
- Mary Boland : Mme Smythe
- Thelma Todd : Lilly
- James Blakeley : Buster Da Costa
- Douglas Fowley : Pooch Donahue
- Maurice Cass (en) : Alexander
- Ernest Cossart : Homps
- Charles Lane : Writer
- Charles Arnt : Benny